# Янинская митрополия
Яннинская митрополия (греч. Μητρόπολη Ιωαννίνων) — епархия «Новых Земель» Элладской православной церкви. Как и прочие епархии «Новых Земель» также формально подчинена Константинопольскому патриархату. Центром епархии является город Янина в Греции.
Изначально подчинялась Константинопольской православной церкви, но в 1928 году перешла в ведение Элладской православной церкви.

## Епископы
- Парфений (8 ноября 1854 — 26 мая 1869)
- Софроний (Христидис) (26 мая 1869 — 25 сентября 1889)
- Григорий (Каллидис) (28 сентября 1889 — 22 мая 1902)
- Софроний (Христидис) (22 мая 1902 — 1 июня 1906)
- Герасим (Танталидис) (1 июня 1906 — 13 марта 1910)
- Гервасий (Орологас) (16 марта 1910 — 31 мая 1916)
- Спиридон (Влахос) (1 октября 1916 — 27 октября 1922)
- Герман (Каравангелис) (27 октября 1922 — 15 апреля 1924)
- Спиридон (Влахос) (15 апреля 1924 — 4 июня 1949)
- Димитрий (Паппас-Хадзиевтимиу) (17 апреля 1956 — 1 января 1958), с 1949 управляющий, как митрополит Дриинопольский
- Серафим (Тикас) (11 марта 1958 — 12 января 1974)
- Феоклит (Сетакис) (26 октября 1975 — 13 апреля 2014)
- Максим (Папаяннис) (с 28 июня 2014[2])